# Rosita (single van André Moss)
Rosita is een single van André Moss uit 1974. Het is een instrumentaal nummer dat werd geschreven door Jack de Nijs. Hetzelfde geldt voor de B-kant Autumn song. De single is zijn tweede hit, nadat hij in 1973 zijn debuut maakte met Ella.
De TROS koos het nummer uit als herkenningstune. Dit was een jaar eerder ook al het geval bij Ella Daarnaast was het de titelsong van zijn album Rosita. Er waren hitnoteringen in Nederland en België.

## Hitnoteringen

### Nederland
| Rosita in de Nederlandse Top 40 van 28-9-1974 t/m 7-12-1974 | Rosita in de Nederlandse Top 40 van 28-9-1974 t/m 7-12-1974 | Rosita in de Nederlandse Top 40 van 28-9-1974 t/m 7-12-1974 | Rosita in de Nederlandse Top 40 van 28-9-1974 t/m 7-12-1974 | Rosita in de Nederlandse Top 40 van 28-9-1974 t/m 7-12-1974 | Rosita in de Nederlandse Top 40 van 28-9-1974 t/m 7-12-1974 | Rosita in de Nederlandse Top 40 van 28-9-1974 t/m 7-12-1974 | Rosita in de Nederlandse Top 40 van 28-9-1974 t/m 7-12-1974 | Rosita in de Nederlandse Top 40 van 28-9-1974 t/m 7-12-1974 | Rosita in de Nederlandse Top 40 van 28-9-1974 t/m 7-12-1974 | Rosita in de Nederlandse Top 40 van 28-9-1974 t/m 7-12-1974 | Rosita in de Nederlandse Top 40 van 28-9-1974 t/m 7-12-1974 | Rosita in de Nederlandse Top 40 van 28-9-1974 t/m 7-12-1974 |
| Week                                                        | 1                                                           | 2                                                           | 3                                                           | 4                                                           | 5                                                           | 6                                                           | 7                                                           | 8                                                           | 9                                                           | 10                                                          | 11                                                          |                                                             |
| ----------------------------------------------------------- | ----------------------------------------------------------- | ----------------------------------------------------------- | ----------------------------------------------------------- | ----------------------------------------------------------- | ----------------------------------------------------------- | ----------------------------------------------------------- | ----------------------------------------------------------- | ----------------------------------------------------------- | ----------------------------------------------------------- | ----------------------------------------------------------- | ----------------------------------------------------------- | ----------------------------------------------------------- |
| Positie                                                     | 33                                                          | 27                                                          | 19                                                          | 15                                                          | 11                                                          | 10                                                          | 9                                                           | 12                                                          | 18                                                          | 30                                                          | 35                                                          | uit                                                         |

| Rosita in de Nationale Hitparade van 5-10-1974 t/m 30-11-1974 | Rosita in de Nationale Hitparade van 5-10-1974 t/m 30-11-1974 | Rosita in de Nationale Hitparade van 5-10-1974 t/m 30-11-1974 | Rosita in de Nationale Hitparade van 5-10-1974 t/m 30-11-1974 | Rosita in de Nationale Hitparade van 5-10-1974 t/m 30-11-1974 | Rosita in de Nationale Hitparade van 5-10-1974 t/m 30-11-1974 | Rosita in de Nationale Hitparade van 5-10-1974 t/m 30-11-1974 | Rosita in de Nationale Hitparade van 5-10-1974 t/m 30-11-1974 | Rosita in de Nationale Hitparade van 5-10-1974 t/m 30-11-1974 | Rosita in de Nationale Hitparade van 5-10-1974 t/m 30-11-1974 | Rosita in de Nationale Hitparade van 5-10-1974 t/m 30-11-1974 |
| Week                                                          | 1                                                             | 2                                                             | 3                                                             | 4                                                             | 5                                                             | 6                                                             | 7                                                             | 8                                                             | 9                                                             |                                                               |
| ------------------------------------------------------------- | ------------------------------------------------------------- | ------------------------------------------------------------- | ------------------------------------------------------------- | ------------------------------------------------------------- | ------------------------------------------------------------- | ------------------------------------------------------------- | ------------------------------------------------------------- | ------------------------------------------------------------- | ------------------------------------------------------------- | ------------------------------------------------------------- |
| Positie                                                       | 29                                                            | 22                                                            | 15                                                            | 12                                                            | 11                                                            | 13                                                            | 14                                                            | 21                                                            | 25                                                            | uit                                                           |

### Vlaanderen
| Rosita in de Vlaamse Ultratop 30 van 9-11-1974 t/m 25-1-1974 | Rosita in de Vlaamse Ultratop 30 van 9-11-1974 t/m 25-1-1974 | Rosita in de Vlaamse Ultratop 30 van 9-11-1974 t/m 25-1-1974 | Rosita in de Vlaamse Ultratop 30 van 9-11-1974 t/m 25-1-1974 | Rosita in de Vlaamse Ultratop 30 van 9-11-1974 t/m 25-1-1974 | Rosita in de Vlaamse Ultratop 30 van 9-11-1974 t/m 25-1-1974 | Rosita in de Vlaamse Ultratop 30 van 9-11-1974 t/m 25-1-1974 | Rosita in de Vlaamse Ultratop 30 van 9-11-1974 t/m 25-1-1974 | Rosita in de Vlaamse Ultratop 30 van 9-11-1974 t/m 25-1-1974 | Rosita in de Vlaamse Ultratop 30 van 9-11-1974 t/m 25-1-1974 | Rosita in de Vlaamse Ultratop 30 van 9-11-1974 t/m 25-1-1974 | Rosita in de Vlaamse Ultratop 30 van 9-11-1974 t/m 25-1-1974 | Rosita in de Vlaamse Ultratop 30 van 9-11-1974 t/m 25-1-1974 | Rosita in de Vlaamse Ultratop 30 van 9-11-1974 t/m 25-1-1974 |
| Week                                                         | 1                                                            | 2                                                            | 3                                                            | 4                                                            | 5                                                            | 6                                                            | 7                                                            | 8                                                            | 9                                                            | 10                                                           | 11                                                           | 12                                                           |                                                              |
| ------------------------------------------------------------ | ------------------------------------------------------------ | ------------------------------------------------------------ | ------------------------------------------------------------ | ------------------------------------------------------------ | ------------------------------------------------------------ | ------------------------------------------------------------ | ------------------------------------------------------------ | ------------------------------------------------------------ | ------------------------------------------------------------ | ------------------------------------------------------------ | ------------------------------------------------------------ | ------------------------------------------------------------ | ------------------------------------------------------------ |
| Positie                                                      | 23                                                           | 10                                                           | 10                                                           | 8                                                            | 12                                                           | 12                                                           | 14                                                           | 15                                                           | 15                                                           | 15                                                           | 17                                                           | 22                                                           | uit                                                          |